# 방충망

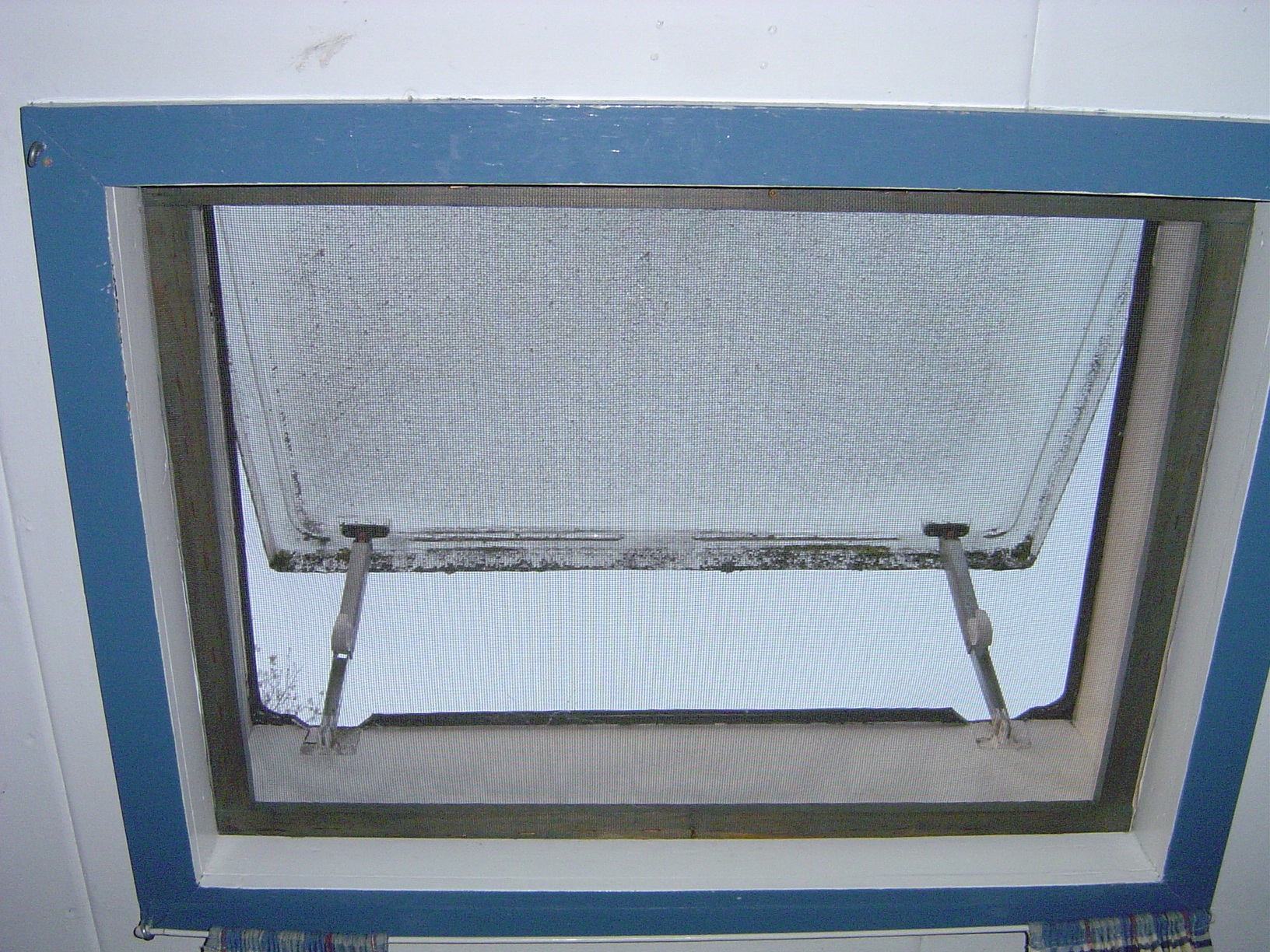
방충망

방충망(防蟲網) 또는 윈도 스크린(window screen)은 모기 등 해충으로부터 사람 등을 보호하기 위한 망이다. 일반적으로 금속, 유리 섬유, 플라스틱 와이어 또는 기타 플라스틱 조각으로 만든 메시 형태이며 나무 또는 금속 프레임에 늘어난다. 이는 신선한 공기 흐름을 차단하지 않고 나뭇잎, 잔해, 벌레, 새 및 기타 동물이 건물이나 현관과 같은 가려진 구조물에 들어가는 것을 방지하는 역할을 한다.
호주, 미국, 캐나다 및 세계 다른 지역의 대부분의 주택에는 모기, 파리, 말벌과 같은 날아다니는 곤충의 침입을 방지하기 위해 창문에 방충망이 설치되어 있다. 미국 북부와 캐나다 등 일부 지역에서는 겨울철에 스크린을 유리 스톰창으로 교체해야 했지만, 현재는 유리와 스크린 패널이 위아래로 미끄러질 수 있는 스톰과 방충망 조합이 가능하다.
알루미늄 프레임에 설치된 방충망의 경우 재료를 프레임보다 약간 크게 자른 다음 그 위에 놓고 스플라인(spline)이라고 하는 유연한 비닐 코드를 스크린 위로 눌러 프레임의 홈(스플라인 채널)에 넣는다. 그런 다음 날카로운 다용도 칼을 사용하여 여분의 스크린을 스플라인 가까이에서 잘라낸다. 일반적인 스플라인 크기 범위는 3.6mm(0.140인치)부터 4.8mm(0.190인치)까지이며 0.25mm(0.010인치) 단위로 증가한다.
스플라인은 종종 스플라인 채널에 눌려질 때 더 나은 그립감과 압축을 제공하기 위해 스플라인의 길이를 따라 이어지는 평행한 능선으로 제조된다. 핸들에 금속(또는 플라스틱) 휠로 구성된 특수 도구인 스플라인 롤러를 사용하여 스플라인을 프레임에 밀어 넣는다. 휠 가장자리는 오목하여 스플라인을 고정하고 측면으로 미끄러지지 않도록 도와준다. 일부 스플라인 롤러는 양끝이 있고 볼록 롤러와 오목 롤러가 모두 있다. 볼록 롤러를 사용하면 스크린이 절단될 위험 없이 스플라인을 채널 깊숙이 안착시킬 수 있다. 스플라인을 채널에 삽입하면 프레임의 스크린이 장력을 받는 경향이 있으므로 설치자는 프레임이 휘어지는 것을 방지하기 위해 스크린을 과도하게 미리 장력을 가하는 것을 피해야 한다.

## 개요
1mm 정도의 그물망으로 되어 있으며, 벌레는 통하지 않고 바람이 통해야 하기 때문에 섬유로 만들어져 있다.

## 역사
방충망의 사용은 고대까지 거슬러 올라가며, 고대 이집트의 클레오파트라가 애용하고 있었다고 한다. 18세기에는 수에즈 운하 건설 등 열대 지방에서의 활동에 방충망이 사용된 기록이 있다.